# Djègbè (Colline)
Djègbè è un arrondissement del Benin situato nella città di Ouèssè (dipartimento delle Colline) con 6.368 abitanti (dato 2006).